# István Jónyer
István Jónyer född 4 augusti 1950 i Miskolc, Ungern är en före detta ungersk bordtennisspelare som under 1970-talet tillhörde de bästa i världen.
1975 vann han singeltiteln i bordtennis VM mot Antun Stipančić. Han var i fyra dubbelfinaler (tre tillsammans med Tibor Klampár) och vann två av dessa, han var även med i det ungerska lag som vann lagtävlingen 1979 och som tog sig till final 1981. 
Under sin karriär tog han 8 medaljer i bordtennis-VM varav 4 guld, 3 silver och 1 brons.
Han var i två singelfinaler i bordtennis-EM men lyckades inte vinna någon av dem. Han vann dock dubbeltiteln 1972, 1974 och lagtävlingen 1978 och 1982.
Han tog sin första guldmedalj i ungerska mästerskapet 1967 och sin sista 1982. Det blev totalt 25 guldmedaljer, 6 i singel, 11 i dubbel och 8 i mixed dubbel.

## Meriter
- Bordtennis-VM
  - 1971 i Nagoya
    - 1:a plats dubbel (med Tibor Klampár)

  - 1973 i Sarajevo
    - 2:a plats dubbel (med Tibor Klampár)

  - 1975 i Calcutta
    - 1:a plats singel
    - 1:a plats dubbel (med Gábor Gergely)

  - 1979 i Pyongyang
    - 2:a plats dubbel (med Tibor Klampár)
    - 1:a plats med det ungerska laget

  - 1981 i Novi Sad
    - 2:a plats med det ungerska laget

  - 1983 i Tokyo
    - 3:e plats med det ungerska laget

- Bordtennis-EM
  - 1968 i Lyon
    - 3:e plats dubbel (med Mátyás Beleznay)

  - 1970 i Moskva
    - 3:e plats dubbel (med Tibor Klampár)

  - 1972 i Rotterdam
    - 2:a plats singel
    - 1:a plats dubbel (med Péter Rózsás)

  - 1974 i Novi Sad
    - 1:a plats dubbel (med Tibor Klampár)
    - 2:a plats med det ungerska laget

  - 1978 i Duisburg
    - 2:a plats singel
    - 1:a plats med det ungerska laget

  - 1980 i Bern
    - 3:e plats dubbel (med Tibor Klampár)
    - 3:e plats mixed dubbel (med Gabriella Szabó)

  - 1982 i Budapest
    - 2:a plats dubbel (med Gábor Gergely)
    - 1:a plats med det ungerska laget

- Europa Top 12
  - 1971 i Zadar: 1:a plats
  - 1972 i Zagreb: 4:e plats
  - 1973 i Böblingen: 9:e plats
  - 1974 i Trollhättan: 1:a plats
  - 1975 i Wien: 3:e plats
  - 1977 i Sarajevo: 4:e plats
  - 1978 i Prag: 5:e plats
  - 1979 i Kristianstad: 4:e plats
  - 1980 i München: 11:e plats
  - 1981 i Miskolc: 11:e plats
  - 1983 i Thornaby: 7:e plats
  - 1984 i Bratislava: 11:e plats

- Internationella mästerskap
  - 1968 Wiesloch: 4:e plats dubbel (med Mátyás Beleznay), 2:a plats mixed dubbel (med Éva Kóczián)
  - 1972 Hagen: 2:a plats dubbel (med Tibor Klampár), 3:e plats mixed dubbel (med Judit Magos)
  - 1972 ČSSR Open: 2:a plats singel
  - 1974 München: 4:e plats mixed dubbel (med Judit Magos), 1:a plats med det ungerska laget
  - 1974 ČSSR Open: 1:a plats singel
  - 1982 World Cup: 3:e plats singel

- Ungerska mästerskapen - guldmedaljer
  - 1967: 1:a plats dubbel (med Zoltán Berczik)
  - 1968: 1:a plats singel, 1:a plats mixed dubbel (med Éva Kóczián)
  - 1969: 1:a plats mixed dubbel (med Beatrix Kisházi)
  - 1970: 1:a plats singel, 1:a plats dubbel (med Tibor Klampár), 1:a plats mixed dubbel (med Angela Papp)
  - 1971: 1:a plats dubbel (med Tibor Klampár), 1:a plats mixed dubbel (med Judit Magos)
  - 1972: 1:a plats dubbel (med Tibor Klampár), 1:a plats mixed dubbel (med Judit Magos)
  - 1973: 1:a plats dubbel (med Tibor Klampár)
  - 1974: 1:a plats singel, 1:a plats dubbel (med Tibor Klampár), 1:a plats mixed dubbel (med Judit Magos)
  - 1975: 1:a plats singel, 1:a plats dubbel (med Gábor Gergely), 1:a plats mixed dubbel (med Judit Magos)
  - 1977: 1:a plats singel, 1:a plats dubbel (med Tibor Klampár)
  - 1978: 1:a plats singel, 1:a plats dubbel (med Tibor Klampár)
  - 1979: 1:a plats dubbel (med Tibor Klampár)
  - 1982: 1:a plats dubbel (med Gábor Gergely), 1:a plats mixed dubbel (med Gabriella Szabó)